# 中国飼料工業協会
中国飼料工業協会（ちゅうごくしりょうこうぎょうきょうかい、中: 中国饲料工业协会）は、中華人民共和国国務院が1985年に承認し、設立された業界団体である。農業部が所管する。本部は北京市。飼料工業に関する基本的知識の宣伝・普及、科学技術成果及び管理経験の広報、国内外関係機関との技術交流、関係者の意見の政府への反映等を目的とする。
公式ウェブサイト